# Dennis Green (football américain)
Pour les articles homonymes, voir Green.
Dennis Earl Green (né le 17 février 1949 à Harrisburg et mort le 21 juillet 2016 à San Diego) est un entraîneur américain de football américain.

## Biographie
Green a joue au niveau universitaire au poste de running back pendant trois saisons (1968-1971) dans la NCAA Division I FBS pour les Hawkeyes de l'université de l'Iowa.
Non sélectionné lors de la draft 1972 de la National Football League (NFL), il décide de devenir entraîneur. Il commence en NCAA (1972-1985) où après un passage en NFL chez les 49ers de San Francisco en 1979, il devient entraîneur principal des Wildcats de NorthWestern en NCAA Division I FBS (1981-1985). Ensuite, pendants trois saisons, il retourne en tant qu'entraîneur des wide receivers des 49ers (1986-1988) avec qui il remporte le Super Bowl XXIII au terme de la saison 1988. Après un retour de trois ans en NCAA au Cardinal de Stanford (1989-1990), il devient l'entraîneur principal des Vikings du Minnesota (1992-2001) et des Cardinals de l'Arizona (2002-2006). Il termine sa carrière d'entraîneur en United Football League (2007-2009).
Green est historiquement le deuxième entraîneur principal afro-américain de l'histoire de la NFL (après Art Shell).